# Cándida Gimeno Gargallo
Cándida Gimeno Gargallo (Saragossa, 14 de setembre de 1875 - Madrid, setembre de 1932) fou una mestra i regidora municipal a Alacant.

## Carrera professional
Nascuda a Saragossa, el seu pare era mestre d'intsrucció primària i durant molts anys director de l'Escola Normal de Mestres de Guadalajara.
Cándida Cruz Vicenta estava treballant com a mestra a Alcocer (Guadalajara), el 1902, quan sol·licita llicència per a ampliació d'estudis i li l'atorguen per al curs 1902-1903. Fou nomenada professora de Lletres per concurs d'ascens per R. O. de 2 de març de 1911 a l'Escola Normal Superior de Mestres de Cadis, però no arribà a instal·lar-s'hi, ja que participà dues vegades en concursos de trasllat i li fou concedida, primer, l'Escola de Còrdova i, després, la d'Alacant, on definitivament arribà l'agost del mateix any, per impartir Llengua i Literatura Castellanes.

## Activitat i gestió política
En agost de 1918, quan tenia 39 anys, sol·licita llicències per malaltia, ja que estava afectada de bronquitis per l'epidèmia de grip i volia recuperar-se fora del domicili habitual, a Madrid, on la visitaven els seus metges. Al desembre de 1924 és nomenada per a formar part de l'Ajuntament d'Alacant, amb dues dones més: Catalina García-Trejo i M. del Socorro Solanich. És assignada als llocs de substituta del tinent d'alcalde i vocal de les comissions d'Instrucció Pública, de Beneficència i de l'Associació Alacantina de Caritat. Davant de les crítiques de la premsa pel seu nomenament, respon que a pesar de sentir por per la responsabilitat dels càrrecs, els assumeix en representació de totes les dones alacantines i que espera respecte cap a la seua tasca.
Des dels càrrecs municipals i amb les seues companyes, aconsegueixen millorar les condicions d'algunes instal·lacions, crear-ne de noves i alguna casa de mestre, augmentar el nombre de places escolars. El 1926 l'ajuntament atorga vuit mil pessetes i el solar per a la construcció del futur centre graduat de Primo de Rivera. A pesar d'aquestes millores, la premsa alacantina continua insistint en la manca de places escolars, sobretot en els barris, la manca d'higiene de totes les instal·lacions escolars, mentre s'estan creant nous centres privats religiosos. Cándida continua treballant a l'Escola Normal quan es proclama la Segona República.